# 本山白雲
本山 白雲（もとやま はくうん、明治4年9月1日（1871年10月14日） - 昭和27年（1952年）2月18日）は、日本の彫刻家。高知市桂浜で悠然と太平洋の彼方を望んで立つ坂本龍馬の巨大な銅像（総高約15m）は、白雲の代表作である。本名は本山辰吉で「白雲」は雅号。彫塑が巧みで土佐のミケランジェロと呼ばれた。

## 来歴

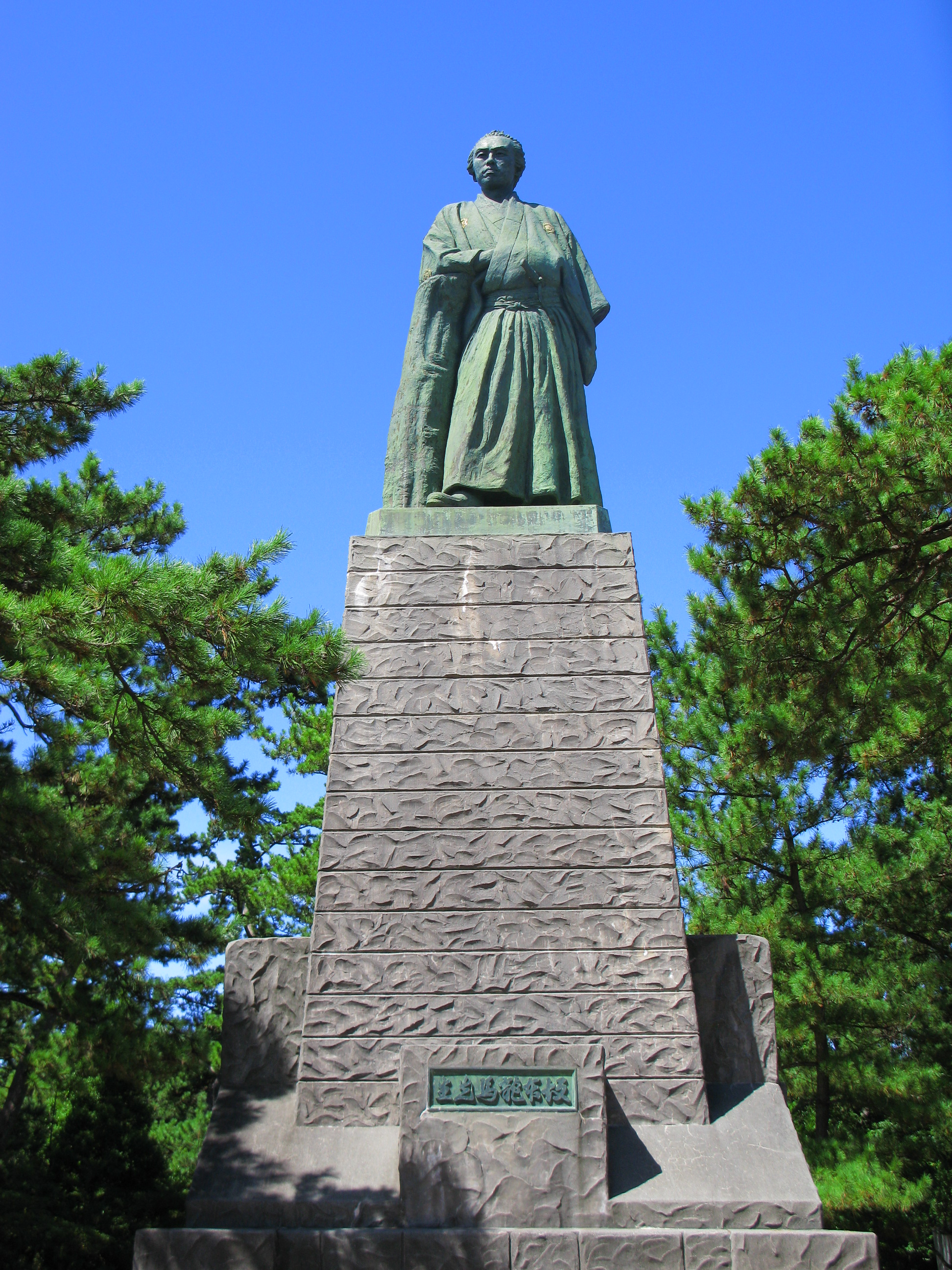
本山白雲作の坂本龍馬の銅像（桂浜）

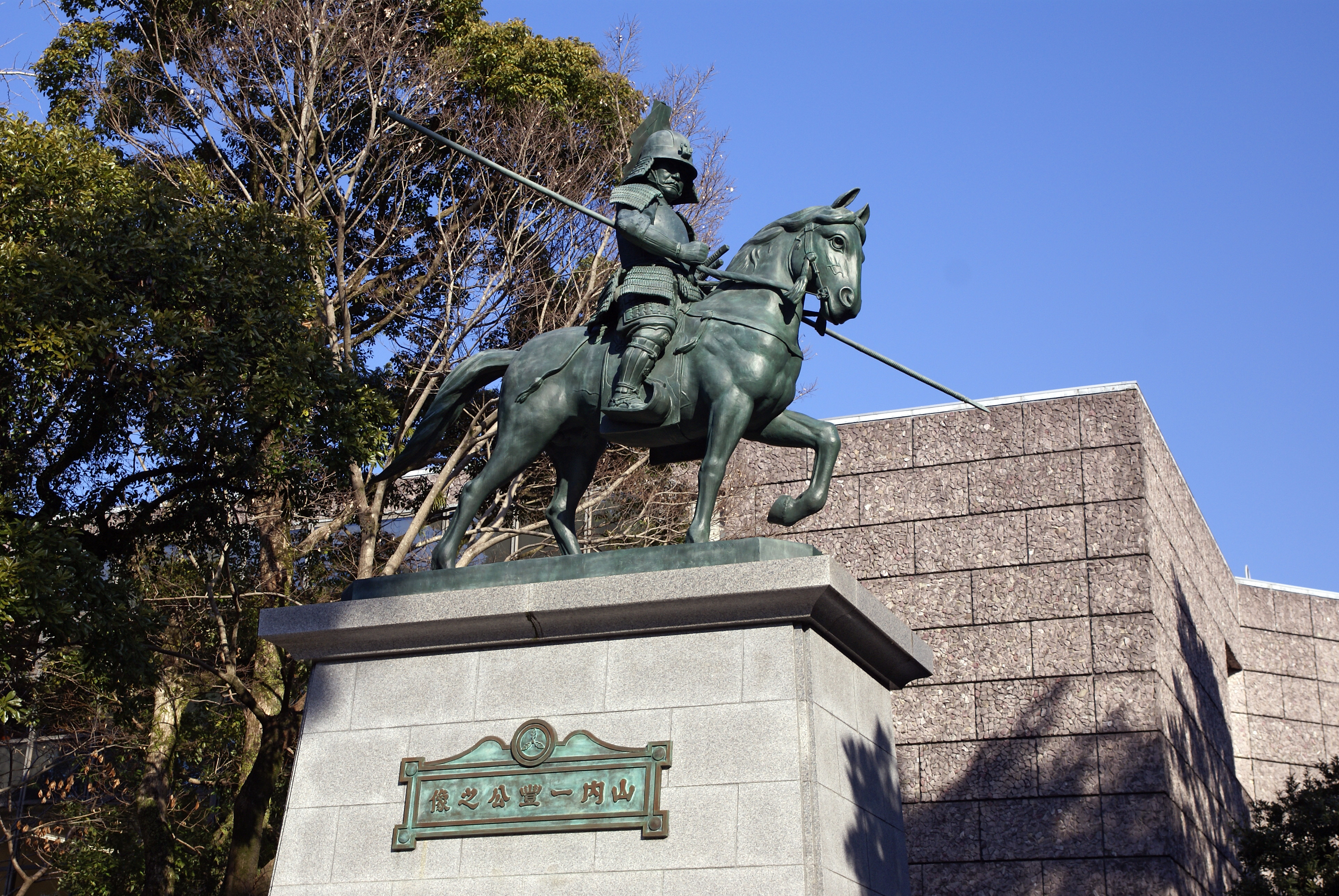
本山白雲作（復元）の山内一豊の銅像（高知城公園）

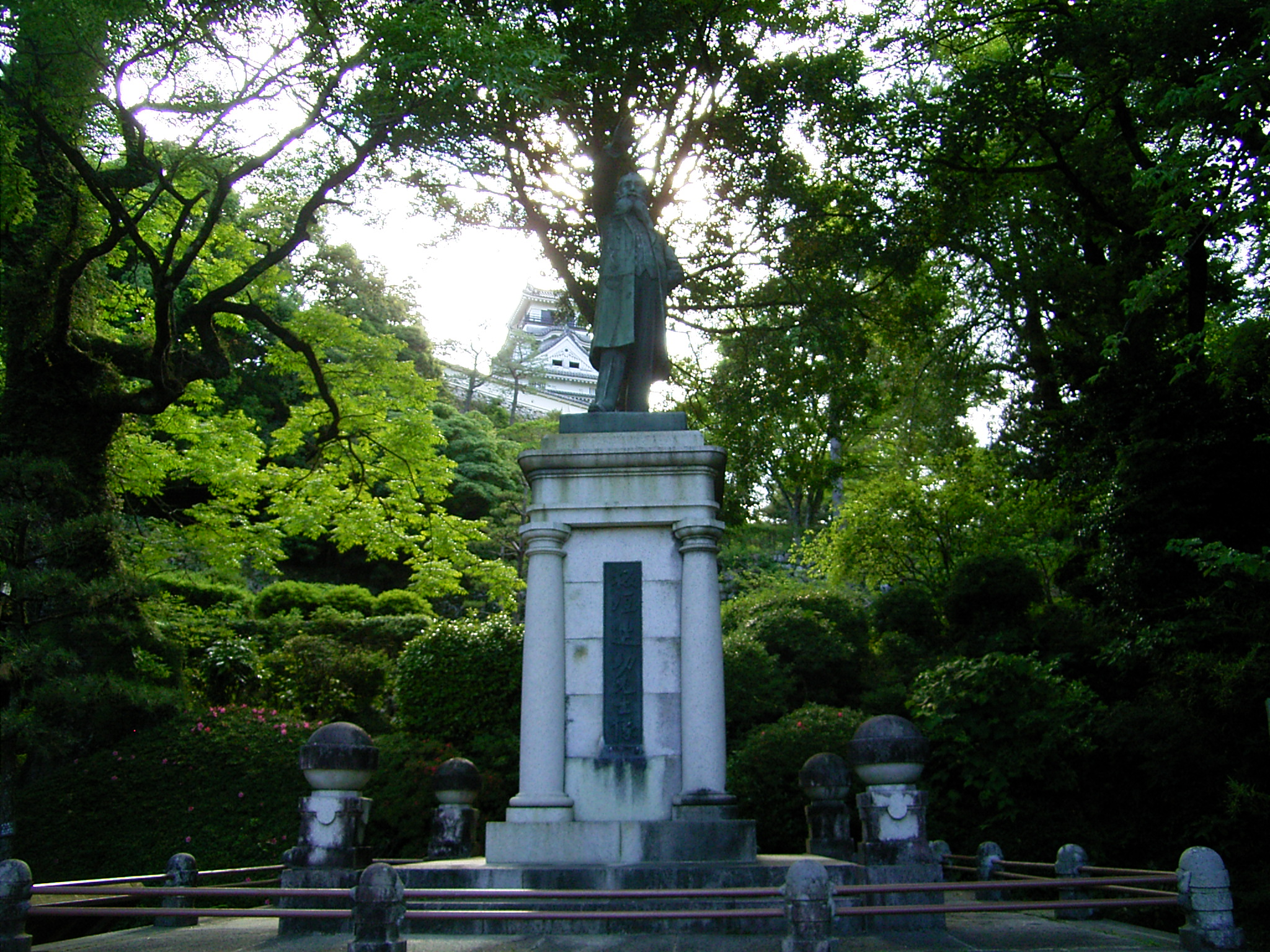
本山白雲作（復元）の板垣退助の銅像（高知城）

明治4年、辰吉は土佐国幡多郡宿毛村（現 高知県宿毛市）土居下の侍屋敷に次男として生まれる。父本山茂武（省吾）は、土佐藩家老で宿毛7,000石の領主・伊賀家（安東家）に仕えていた。本山家は、かつて長宗我部氏とも争った家柄であったが、明治維新ののち家禄を奉還し、生活は極めて貧困であった。
幼少時、家の近くの城山墓地の地蔵堂で遊び、地蔵堂にある多くの地蔵の表情がそれぞれ違うことに気づき、立体造形に興味を持つ。美術（彫塑）の勉学を志すが、明治18年（1885年）に宿毛小学校高等科を卒業後、逼迫した家計を助けるため、郷里宿毛で小学校の代用教員として奉職した。しかし美術への思いを断ちがたく、明治21年（1888年）6月24日夜半、意を決して、自ら蓄財10円を懐中に家出して大阪へ向かう。
大阪で彫塑の師たるべき人を探したが、成果の無いまま空しく1ヶ月が過ぎて所持金も3円となり、自失していた折、母の知人に会い、かつての旧領主・伊賀家を頼って上京することを薦められる。路銀が乏しいので東海道を歩いて上京し、旧主の伊賀家を訪ねた。伊賀家12代目当主の伊賀氏成（陽太郎）の推薦により、当時東京美術学校の主任教授であった彫刻家・高村光雲の門弟となる。光雲は辰吉の才能を知り、美術学校で彫塑を基礎から学ぶことを薦めた。
明治23年（1890年）7月、宿毛出身の岩村通俊（もと伊賀家の家臣で北海道庁長官、農商務大臣等を歴任）の援助を得て、東京美術学校（現東京芸術大学）彫刻本科に入学。在学中、師の高村光雲の助手として「大楠公像」や「西郷隆盛像」の木型制作に携わった。
明治27年（1894年）、東京美術学校を卒業の際、前代未聞の実技100点の成績を修め、そのまま同校の講師として奉職する。この頃、高村光雲から「雲」の一字を貰い白雲と号した。しかしイタリア帰りの長沼守敬に西洋彫塑を学ぶ中で銅像を専門とするようになっていく。このことは師の光雲との関係にも微妙な影を落した。
明治28年（1895年）、岩村通俊が「本邦古今偉人傑士」の銅像建立を計画し、白雲は招聘されてその銅像制作の主任となるべく、在職早々にして東京美術学校を辞任する。
明治32年（1899年）、板垣退助等の主唱によって故後藤象二郎の銅像建立の懸賞展があり、1丈2尺の立像彫刻の模型を制作し入選する。後藤象二郎像は東京の芝公園に建立され、その技術の精巧さは世の好評を博した（銅像は戦時中に金属供出により撤去）。
明治36年（1903年）、「品川弥二郎像」の原型を制作。明治38年（1905年）、海軍省で西郷従道、川村純義の銅像建設の建議があり、数十人の彫刻家に技を競わせたところ、白雲が一位となり銅像の原型制作を任された。
維新の元勲の銅像で彼の手にかからなかった物は殆どないと言われ、その作品数は建立された銅像だけでも40体以上、その他の作品は全国各地に300体以上に及ぶという。当時「其精巧なる技術は驚く可きものあり。今や斯界の大家にして当代稀に見る芸術家たり」と呼ばれたにもかかわらず、その後の第二次世界大戦時に多くの銅像が金属供出で撤去された。
昭和19年（1944年）、白山は明治の元勲たちの石膏原型を自らの手で全て叩き割り、防空壕の傍らに穴を掘って埋めたという。
昭和27年（1952年）2月18日、東京世田谷で死去。享年82。

## 作品
- 鹿（1893年（明治26年）、東京芸術大学大学美術館蔵）
- 坂上浄野像（1894年（明治27年）、東京芸術大学大学美術館蔵）
- 小児像（日本美術協会出品受賞作品、長沼守敬に学んだ洋風の彫塑製法で制作、大理石像）
- 後藤象二郎像（1899年（明治32年）、原型を作成し懸賞に入選）
- 品川弥二郎像（1903年（明治36年）原型完成、九段坂公園に建立）
- 雨宮敬次郎像
- 渋沢栄一像
- 仏国公使アルアン像
- 東郷平八郎大将像
- 大山巌元帥像
- 松方正義像
- 山縣有朋像
- 伊藤博文像（国会議事堂参議院側の前庭に建立。議事堂内中央広間の伊藤博文像（建畠大夢作）とは別）
- 岩村通俊像
- 辻新次像
- 高島嘉右衛門像
- 藤岡市助像（川崎市東京電気株式会社に建立、現存しない）
- 永山中将像（大通公園に建立、現存しない）
- 松本重太郎像
- 林有造像
- 小野義眞像
- 川崎幾三郎像
- 山内一豊像（1912年（大正元年）、高知藤並神社境内に建立。代表作の一つであったが1944年（昭和19年）金属供出、1996年（平成8年）9月24日高知城公園に再建）
- 川路大警視像（日比谷十字路に建立）
- 板垣退助伯爵像（東京芝公園に建立、のちに金属供出、再建されず）
- 板垣退助伯爵像（1923年（大正12年）12月5日、高知城公園に建立、老年期の像。（1943年（昭和18年）9月2日金属供出、のちに再建）
- 浅野総一郎像(1924年 (大正13年)、横浜市浅野学園に建立。戦時中に供出されたが、戦後に再建）（浅野総一郎の銅像に詳細。）
- 坂本龍馬像（1928年（昭和3年）5月27日（海軍記念日）、高知桂浜に建立。白雲の代表作）
- 板垣退助像（ 1929年（昭和4年）、日光金谷ホテル前に建立、青年期の像。金属供出され、現在の像は1967年（昭和42年）彫刻家新関国臣により再建）
- 中岡慎太郎像（1935年（昭和10年）5月7日、高知室戸岬に建立[2]）
- 原敬像（1951年（昭和26年）11月、原敬の逝去30周年を記念して岩手県公会堂西側の庭園内に建立、胸像）
- 井上子爵像（東京駅前に建立。金属供出され1959年（昭和34年）朝倉文夫により再建）
- 山内容堂像
- 片岡健吉像（高知県庁内に建立）
- 原田十次郎像
- 西郷南州翁像（宿毛歴史館蔵）
- 地蔵（高知宿毛市の地蔵堂に奉納）
- 小野梓像（1935年（昭和10年）11月23日、早稲田大学構内に建立、胸像）
- 鈴木喜三郎像（谷中霊園乙2号新2側に建立、胸像）

## 弟子
- 島村治文
- 横山隆一（漫画家）

## 家族
- 祖父：本山如茂（猪計、以慶）：華岡青洲が開いた大坂・合水堂塾の門人、医師[3]
  - 父：本山茂武（省吾）
  - 母：本山曽江（そえ）
    - 本人：本山白雲
      - 子：本山近思
        - 孫：本山和道

## その他
- 大正期の邸宅は、東京小石川区大原町19番地にあった。
- 本山白雲邸跡（所在 高知県宿毛市中央2-8-18）